# Der Höst
Der Höst ist ein Naturschutzgebiet in der niedersächsischen Bauerschaft Bimolten, Stadt Nordhorn, im Landkreis Grafschaft Bentheim.
Das Naturschutzgebiet mit dem Kennzeichen NSG WE 038 ist rund 4,5 Hektar groß. Es liegt zwischen Nordhorn und Neuenhaus östlich der Vechte und stellt einen naturnahen Wald unter Schutz, der auf einer ehemaligen Heidefläche gewachsen ist. Innerhalb des Naturschutzgebietes befindet sich ein Tümpel, der aus einem Altarm der Vechte entstanden ist. Das Naturschutzgebiet ist nahezu vollständig von landwirtschaftlichen Nutzflächen umgeben.
Das Gebiet steht seit dem 31. Mai 1941 unter Naturschutz. Zuständige untere Naturschutzbehörde ist der Landkreis Grafschaft Bentheim.